# Saint-Benin-d'Azy
Saint-Benin-d'Azy é uma comuna francesa na região administrativa de Borgonha-Franco-Condado, no departamento Nièvre. Estende-se por uma área de 35,51 km². Em 2010 a comuna tinha 1 289 habitantes (densidade: 36,3 hab./km²).